# Подсядло, Давид
Давид Подсядло (род. 23 мая 1993, Домброва-Гурнича, Польша) — польский певец и автор песен. Вокалист группы Curly Heads.
В 2012 году победил в финале второго выпуска телешоу X Factor. В 2013 году он выпустил дебютный альбом под названием Comfort and Happiness, который вышел на первое место в польском рейтинге продаж и разошёлся более чем в 150 тыс. экземпляров, благодаря чему получил статус алмазного диска и стал самым продаваемым альбомом в Польше в 2013 году. В 2015 году Подсядло выпустил второй альбом под названием Annoyance and Disappointment, который также занял первое место в OLiS (официальный рейтинг продаж) и был продан в количестве более 150 тыс. штук, получив алмазный статус. В 2018 году музыкант выпустил третий альбом, под названием «Małomiasteczkowy», с которым в третий раз подряд занимал 1-е место ОLiS. В итоге, в Польше было продано более 450 тысяч дисков.
Подсядло был восемнадцатикратным номинантом на премию «Фридерики» и двенадцать раз выигрывал плебисцит.

## Биография
Давид Подсядло родился и вырос в городе Домброва-Гурнича, где учился в общеобразовательном лицее № 1 им. Валериана Лукасиньского. Развивал музыкальные способности в городской ДМШ им. Михаила Списака (в классе тромбона Григория Пытлика) и в Молодёжном центре творчества. В возрасте ок. десяти лет Подсядло начал выступать на сцене. В двенадцатилетнем возрасте он принял участие в любительском музыкальном конкурсе в Тунисе, где как раз отдыхал со своими родителями. На конкурсе спел песню «Длина звука одиночества» группы Myslovitz.
В 2011 году участвовал в первом выпуске X Factor, но отпал во втором туре отборочных испытаний. В 2012 году участвовал в прослушиваниях второго выпуска этого конкурса и, наконец, дошёл до финала, став лауреатом. В финале исполнил, в частности, песню Кэти Мелуа «Better Than a Dream» в дуэте с артисткой.
В мае 2013 года фирма Sony Music Entertainment Poland выпустила дебютный студийный альбом Д. Подсядло Comfort and Happiness. В течение первой недели после премьеры диск занял 1-е место в рейтинге OLiS. За выпуск альбома отвечал Богдан Кондрацкий, автором польских текстов в альбоме была Каролина Козак. В июне альбом получил две номинации на премию Eska Music Awards в категориях: лучший артист и лучший артист в сети. 2 июня на Варшавском Торваре Подсядло выступил «на разогреве» перед концертом Ланы Дель Рей. Затем стал участником двух фестивалей, выступив: 3 июля на Tent Stage в рамках XII фестиваля Open’er Festival, организованного на территории военного аэродрома Военно-морского флота в Гдыне, а 9 августа — на Cracow Stage во время Coke Live Music Festival в Кракове. В сентябре Подсядло был номинирован на премию MTV Europe Music Awards в категории «лучший польский исполнитель», а в конце 2013 год — на премию «Паспорты Политики» в области популярной музыки. В феврале 2014 года он получил четыре «Фридерика». В марте стал одним из лауреатов премии «Виктория» в категории «Звезда песни». Спустя месяц он получил две номинации на Superjedynki, присуждаемые в рамках Национального фестиваля польской песни в Ополе, в категориях: СуперАртист и СуперАльбом (за Comfort and Happiness). В мае он выступил в концерте TOP на TOPtrendy 2014 среди десяти артистов с наибольшим количеством проданных дисков за предыдущий год в Польше. В общей классификации занял 1-е место с альбомом Comfort and Happiness. 22 июня на городском стадионе в Рыбнике Подсядло выступил «на разогреве» у рок-группы 30 Seconds To Mars. В декабре 2014 года он присоединился к ведущим радио «Четвёрка», где вёл передачу Podsiadówka.

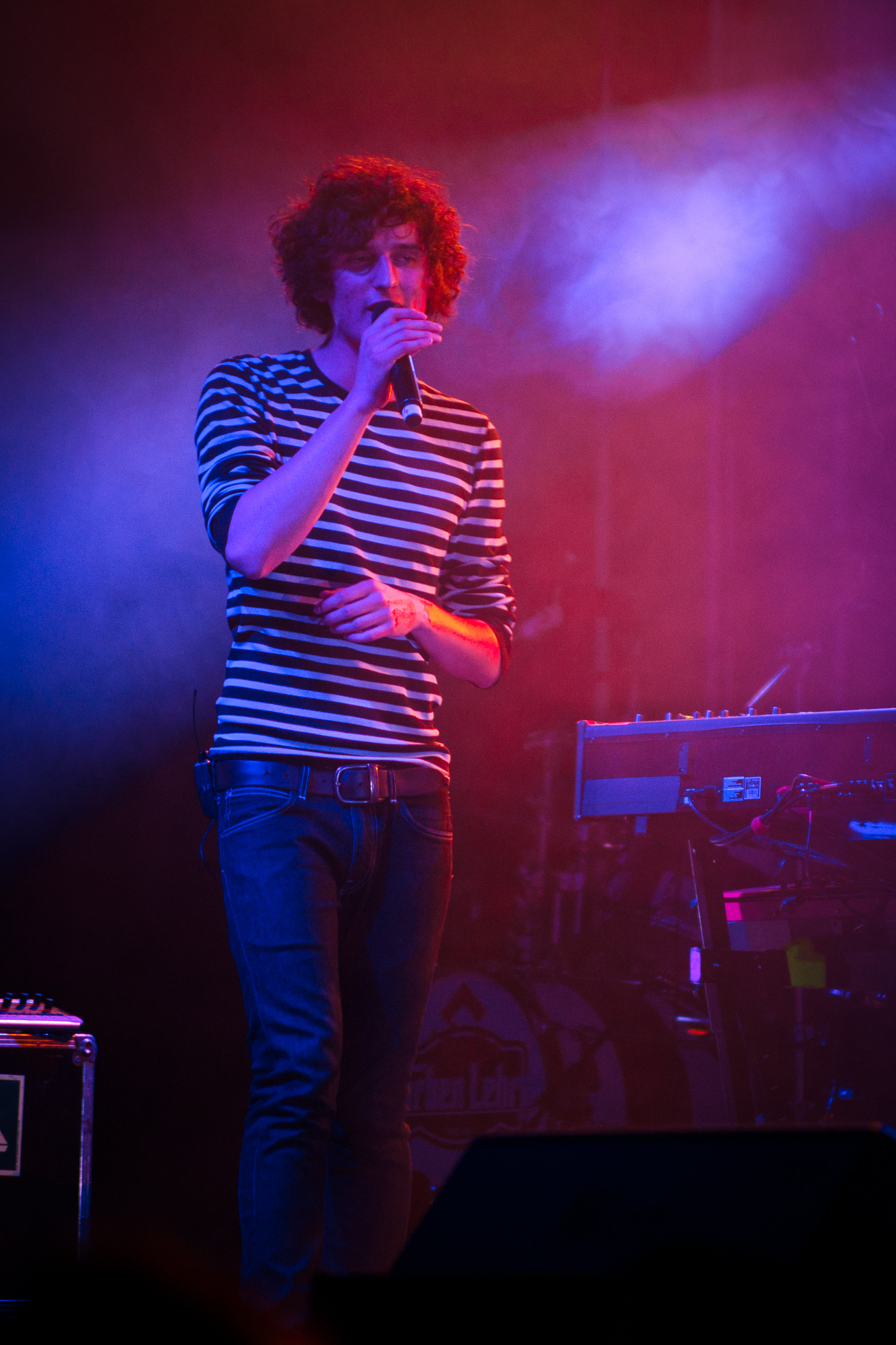
Давид Подсядло во время концерта на Rocket Festiwal в Варшаве, 2014 г.

29 мая 2015 года получил Янтарного Соловья во время концерта Polsat SuperHit Festival 2015. В сентябре того же года объявил о выпуске своего второго студийного альбома под названием Annoyance and Disappointment, премьера которого была запланирована на 6 ноября. Продюсерами диска стали Богдан Кондрацкий и Даниил Вальчак. 9 сентября 2015 года вышел первый сингл под названием «W dobrą stronę» как предвестник нового альбома. Сингл оказался большим хитом, дойдя до 1-го места в рейтинге Airplay, и занял 1-е место в большинстве рейтингов радиостанций в Польше. Сингл также получил алмазный статус. 6 ноября 2015 года, согласно объявленному, прошла премьера, а альбом вновь дебютировал на 1-м месте польского хит-парада OLiS. Диск продавался очень хорошо и к 2018 году разошёлся более чем в 150 тыс. экземпляров, повторив подвиг предыдущего диска и получив алмазный статус. Альбом был пятым самым продаваемым диском в Польше в 2015 году. Альбом был номинирован на «Фридерики» 2016 в категории «Поп-альбом года». Песня «W dobrą stronę» также была номинирована на «Фридерики» в категории «Песня года» и «Музыкальное видео года», которую она выиграла.
3 марта 2016 года Подсядло выпустил сингл «Forest», который спустя некоторое время получил статус золотого диска. 17 июня издал третий сингл «Pastempomat». Песня заняла 46-е место в рейтинге Airplay и транслировалась по польскому радио, получив статус тройного платинового диска. 26 августа 2016 года на церемонии награждения Eska Music Awards 2016 Подсядло получил статуэтку в категории лучший артист. В начале октября 2016 года он представил песню «Tapety», а чуть позже — расширенную версию второго альбома под названием Annoyance and Disappointment 2.0. Пятым и последним синглом, продвигающим альбом, стала песня «Where did Your Love going?», которую артист выпустил для раскрутки в начале декабря 2016 года. В конце этого же года он объявил о приостановке карьеры, в частности, о годовом перерыве в концертной деятельности.
6 июня 2018 года Подсядло выпустил музыкальное видео на песню «Małomiasteczkowy», являющуюся первым синглом из его третьего студийного альбома. С синглом он попал на 1-е место в рейтинге Airplay и занял высшее место в большинстве рейтингов радиостанций в Польше. С 19 октября 2018 года в эфире радио RMF FM Подсядло ведёт свою передачу «Małomiasteczkowy». 5 октября он представил второй сингл «Nie ma fal», который также оказался хитом, заняв 3-е место в рейтинге Airplay и 1-е место в большинстве рейтингов радиостанций в Польше. 19 октября он выпустил альбом под названием «Małomaisteczkowy», с которым в третий раз подряд дебютировал на 1 месте польского рейтинга хитов OLiS. Альбом за несколько дней после премьеры был продан более чем в 30 тыс. экземпляров, получив статус платинового диска. Артист продвигал альбом во время концертного турне «Małomiasteczkowa Trasa», проходящего по крупным городам Польши. К январю 2019 года альбом был продан более чем в 120 тыс. экземпляров. После окончания турне Подсядло отправился в следующее турне «Wielkomiejski Tour», на этот раз посетив менее крупные города.
В мае 2019 вместе с Taco Hemingway Подсядло выступил на Национальном стадионе в Варшаве. Мероприятие получило большую известность, и почти за три часа были распроданы все билеты, то есть 73 тыс. мест, что позволило заполнить весь стадион. Таким образом, музыканты побили польский рекорд и продали больше билетов, чем Metallica или Coldplay. Также в 2019 году артист стал сопродюсером фильма «(Nie)znajomi».
В мае 2020 года, во время пандемии COVID-19, принял участие в акции #hot16challenge2, продвигающей сбор средств для медицинского персонала.
В 2023 году, совместно с композитором Пётр Т. Адамчик выпустил музыкальный клип и по совместительству главную тему дополнения Phantom Liberty для игры Cyberpunk 2077, где так же подарил свою внешность и голос для персонажа Данте Карузо.

## Дискография
Студийные альбомы
- Comfort and Happiness (2013)
- Annoyance and Disappointment (2015)
- Małomiasteczkowy (2018)
- Lata Dwudzieste (2022)

## Концертные туры
- 2013—2014: Тур «Комфорт и счастье»[2][3]
- 2016: Сын аналогового тура[4]
- 2016: Тур Анданте Кантабиле[5]
- 2018: Маршрут маленького городка[6]
- 2019: Экскурсия по большому городу[7]
- 2020: Лесная музыка[8]

## Фильмография
Актёр
- 2013 : Убить тётю — школьный этюд
- 2020 : Крол — 2 роли: подруга Эмилии; певица у Глайшмитки (эп. 6)
- 2019 : (Не) друзья — сопродюсер

Источник